# Maeota dichrura
Maeota dichrura är en spindelart som beskrevs av Eugène Simon 1901. 
Maeota dichrura ingår i släktet Maeota och familjen hoppspindlar. Inga underarter finns listade i Catalogue of Life.